# Palicourea blanchetiana
Palicourea blanchetiana là một loài thực vật có hoa trong họ Thiến thảo. Loài này được Schltdl. mô tả khoa học đầu tiên năm 1857.

## Hình ảnh

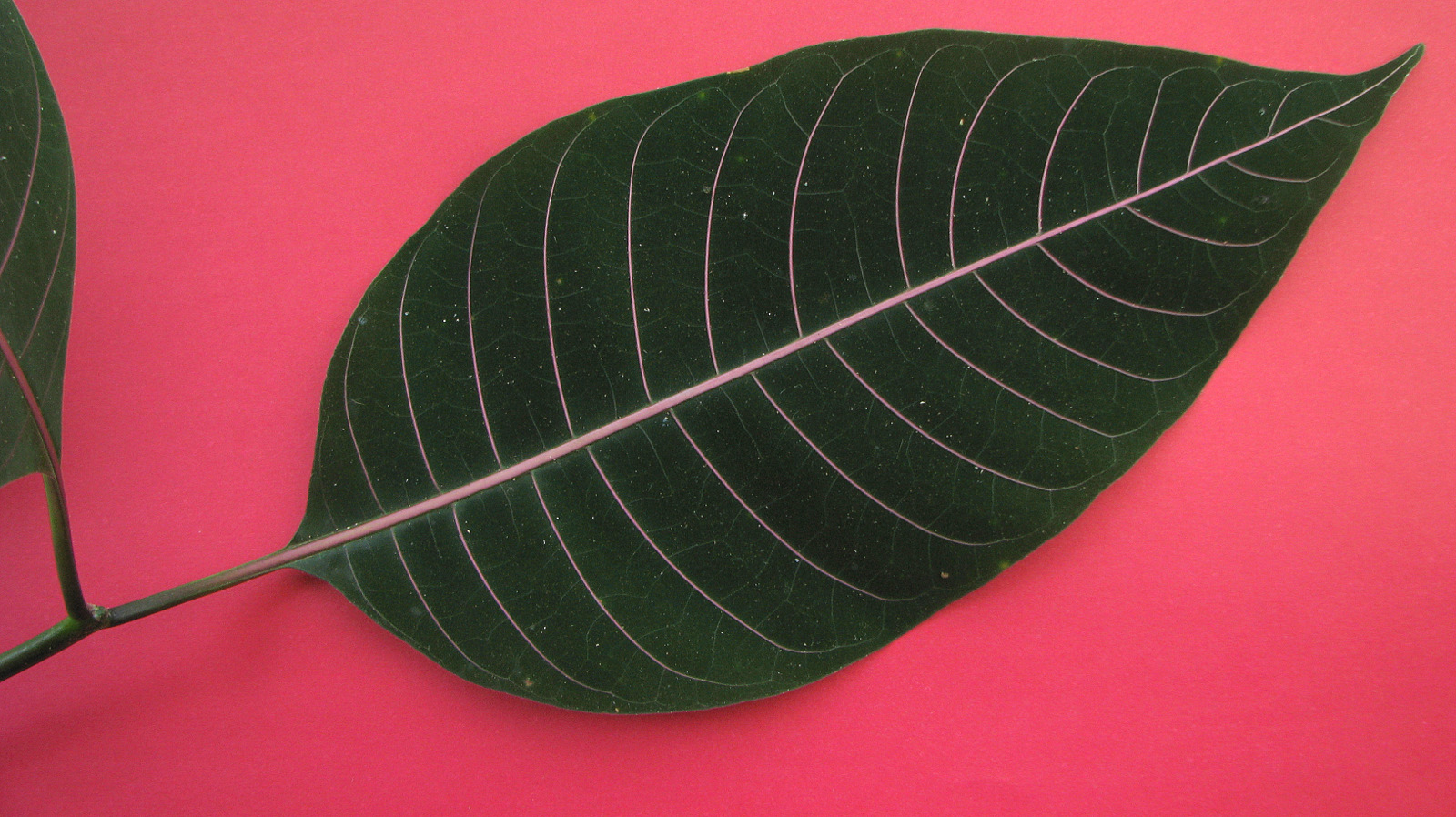
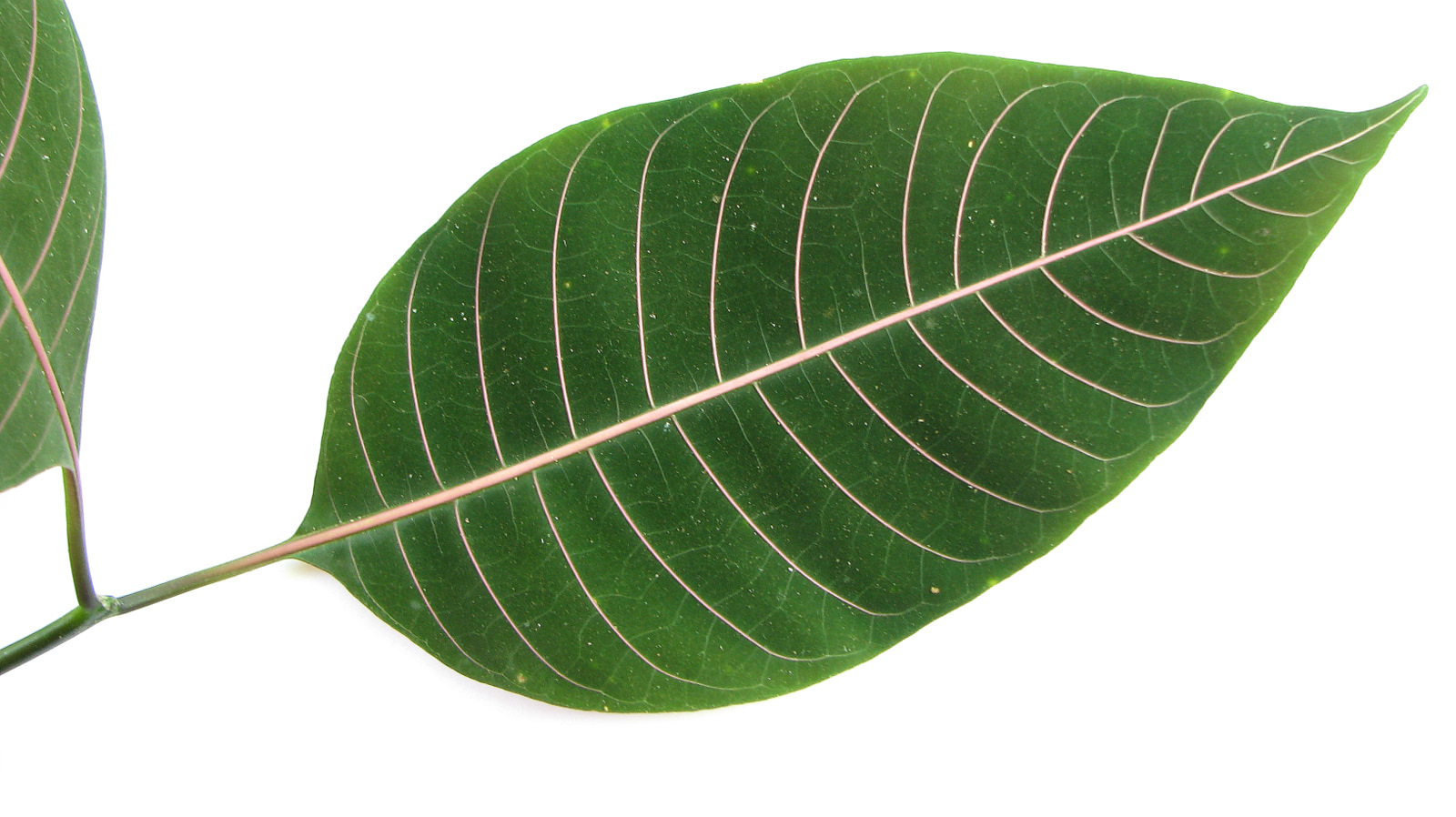
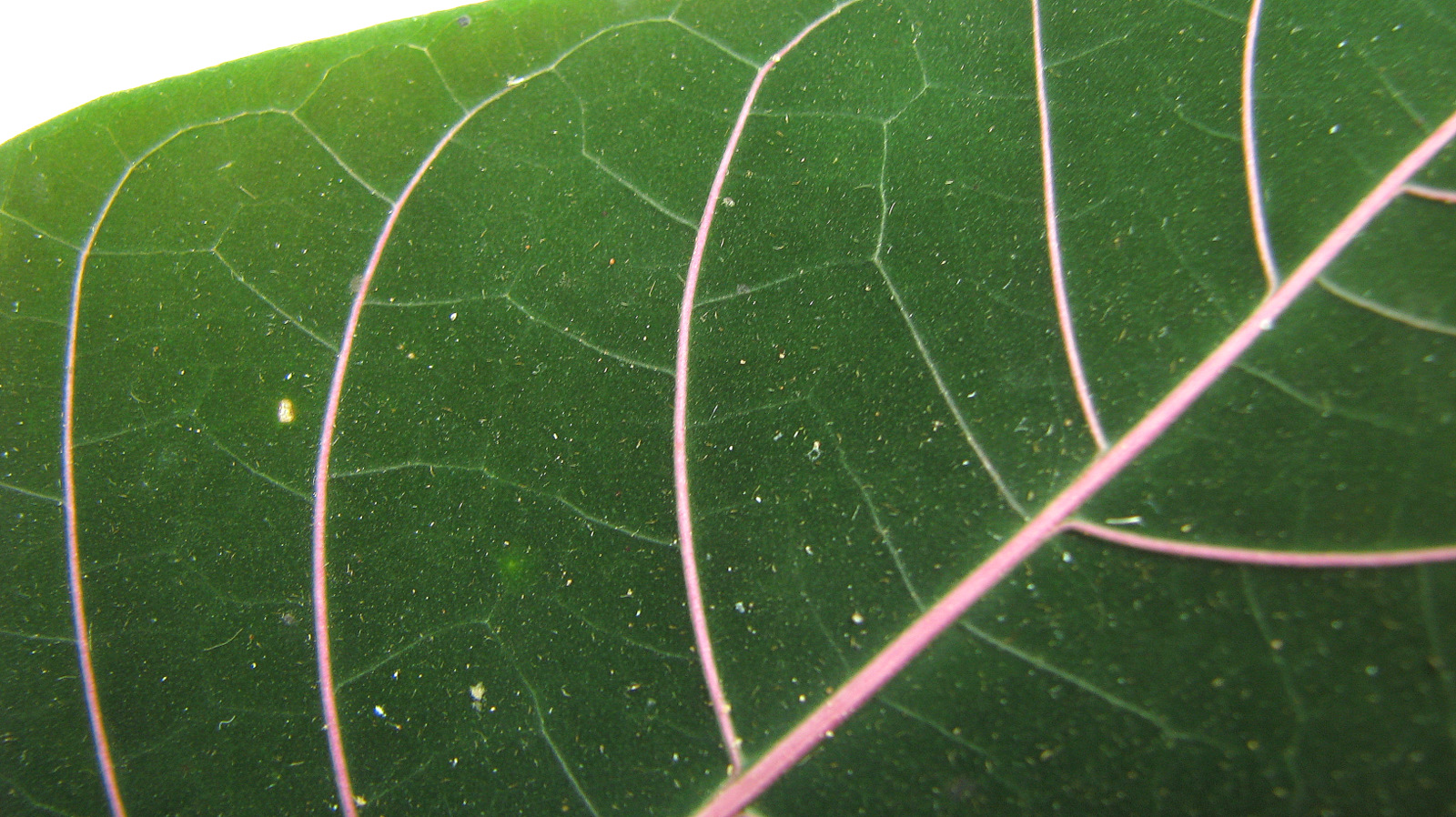
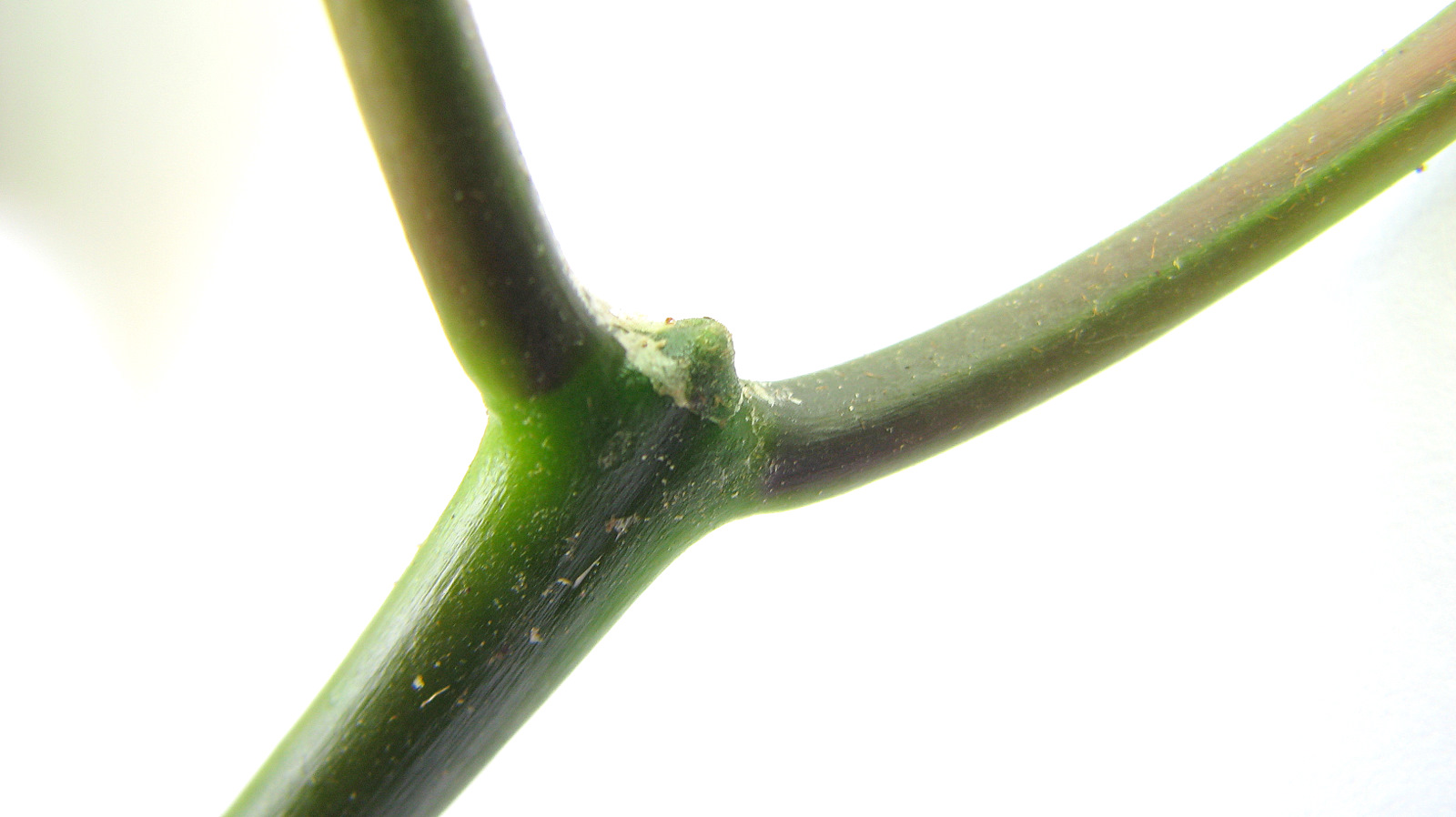